# Mobile Suit Gundam Seed Destiny Astray
 (novembre 2024).
Si vous disposez d'ouvrages ou d'articles de référence ou si vous connaissez des sites web de qualité traitant du thème abordé ici, merci de compléter l'article en donnant les références utiles à sa vérifiabilité et en les liant à la section « Notes et références ».
Mobile Suit Gundam SEED Destiny Astray (機動戦士ガンダムSEED DESTINY ASTRAY, Kidō senshi Gandamu SEED DESTINY ASTRAY) est une collection d’histoires dérivées de l’anime Mobile Suit Gundam SEED Destiny, débutée en novembre 2004 et achevée en avril 2006. Cette saga a été portée sur trois médias que sont un manga de 21 chapitres prépublié dans Gundam Ace, un roman-photo publié dans Dengeki Hobby et deux nouvelles éditées par Kadokawa Shoten. 
L’histoire fait suite à Mobile Suit Gundam SEED Astray, écrits par les mêmes auteurs Tomohiro Chiba et Kōichi Tokita. Une suite a été réalisée depuis : Mobile Suit Gundam SEED C.E. 73 Δ Astray.

## Introduction
L’histoire de Destiny Astray est centrée sur un reporter de guerre, Jess Rabble, et son mobile suit ZGMF-X12 Astray Out Frame. Ce dernier a été à l’origine construit par Lowe (à partir des plans inachevés du ZAFT ZGMF-X12A Testament). Jess est toujours accompagné par Kaite Madigan, un mercenaire et ancien pilote de ZAFT, qui fait office de garde du corps et possède plusieurs mobile suits personnalisés. Les deux protagonistes sont employés par un mystérieux industriel du nom de Matias qui leur a confié la tâche de consigner l’Histoire comme elle vient, arguant que l’on ne peut influer son cours.
Plusieurs personnages de la première série Mobile Suit Gundam SEED Astray réapparaissent ici dans des rôles secondaires, comme Lowe, Gai, Canard ou Rondo Mina, et la saga donne au lecteur des clés pour comprendre le contexte de l’œuvre originale.

## Résumé

### Apparition de l’Astray Out Frame
Jess Rabble est un reporter indépendant qui est embauché au début de l’histoire par le mystérieux Matias pour photographier une arme secrète de ZAFT, le Genesis Alpha. Ce faisant, il est capturé par Gai Murakumo et les Serpent Tail (un groupe de mercenaires) qui l’amène à l’intérieur du prototype secret. Là, Jess fait la connaissance de Lowe Guele, qui lui révèle son intention de voler le Genesis Alpha pour rejoindre Mars. Pendant leur discussion, un grand nombre de mobile suits de ZAFT surviennent pour détruire l’arme, mais sont repoussés par Candard Pars et les mercenaires. Après quoi Lowe offre à Jess le robot Astray Out Frame, puis quitte la Terre. Les soldats de ZAFT sachant que le reporter avait pu photographier leur prototype, ils tentent de le tuer, mais Jess est sauvé par Kaite Madigan, un mercenaire engagé par Matias pour le protéger. Tous deux peuvent alors rentrer en lieu sûr pour se voir confier leur prochaine mission : enquêter sur Edward Harrelson en Amérique du Sud.

### Guerre d’indépendance d’Amérique du Sud
Parti pour l’Amérique du Sud avec son mobile suit, Jess traverse l’Amazonie jusqu’à une base militaire. Là, il rencontre Bernadette Leroux, une journaliste du MANT avec laquelle il va s’associer pour trouver Edward Harrelson, surnommé « Ed the Ripper ». Ils le trouvent rapidement lors d’un affrontement, mais ce dernier défait rapidement troisGAT-333 Raider Full Specs de l’Alliance terrienne à lui seul. L’Alliance décide alors de dépêcher trois pilotes d’élite pour abattre le rebelle. Le premier est Jane « White Whale » Houston ; elle s’avère un adversaire redoutable, mais lorsqu’elle apprend la véritable histoire d’Ed, elle rejoint sa bannière. Le second soldat est Morgan « Moonlight Mad Dog » Chevalier, qui attire Ed dans l’espace pour le piéger. Toutefois, ce dernier parvient à revenir sur Terre. Enfin, le dernier pilote d’élite est Rena « Sakura Burst » Imelia. Malgré sa force indéniable, Ed parvient de nouveau à sortir victorieux du combat. Sauf qu’au moment où il ouvre le cockpit de Rena, grièvement blessée, celle-ci lui tire dessus et le touche également. C’est à ce moment que Jess intervient pour les emmener tous deux à l’hôpital, mais, attaqué par l’Alliance, il doit se réfugier dans une base de ZAFT. Après cela, le ton monte d’un cran entre les deux belligérants, l’Alliance ayant promis de rendre leur indépendance à l’USSA. ZAFT intervient toutefois et repousse fermement la menace. Après la guerre, Jess et Kaite font la connaissance de Setona Winters, une fille étrange qui disparaît aussi rapidement qu’elle n’est apparue.

### Nouvelles armes
L’histoire fait un petit bond en avant, en octobre de l’année C.E. 73. Jess et Kaite visitent la colonie spatiale Armory One, où ils rencontrent de nouveau Bernadette et découvre les nouveaux mobile suits de ZAFT : la série New Millennium. Ils font aussi la connaissance des pilotes d’essai de ces nouveaux Gundam, Courtney Hieronimus, Riika Sheder et Mare Strode. Les tests de vol auxquels assiste le reporter sont toutefois très mouvementés, puisque se produisent un attentat (auquel Jess survit de peu) et une tentative d’espionnage ratée. Puis une attaque de plus grande ampleur survient (comme relatée dans Gundam SEED Destiny), pendant que Jess se trouve confronté à un mobile suit inconnu qui échappe aux détecteurs.

### Bataille du GENESIS Alpha
L’histoire avance à nouveau jusqu’au moment où la colonie Junius Seven est propulsée en direction de la Terre, risquant d’occasionner de très lourd dégât. Une alliance entre la guilde Junk, Serpent Tail et Rondo Mina Sahaku se forme alors pour utiliser le GENESIS Alpha et sauver la Terre. Ils sont cependant attaqués par Ash Grey qui, endoctriné, travaille maintenant pour l’Alliance terrienne. Jess et Kaite parviennent heureusement à le vaincre, et ce dernier meurt en sautant dans l’espace sans oxygène.

## Médias

### Manga
Le manga de Tomohiro Chiba et Kōichi Tokita est prépublié dans le magazine Gundam Ace entre novembre 2004 et avril 2006 sur 22 chapitres, compilés par la suite en quatre volumes.

### Roman-photo
Le roman-photo a été publié dans le magazine japonais Dengeki Hobby (Mediaworks) chapitre par chapitre, avant d’être réuni en deux volumes distribués respectivement le 26 juin 2006. Les 26 chapitres, appelés « shot », contiennent entre huit et onze pages et sont présentés selon un même format : une ou deux doubles-pages sur lesquelles s’étendent un dessin représentant le mobile suit phare du chapitre, puis l’histoire à travers des dessins et esquisses originaux. Enfin, en dernière page figure un mobile suit personnalisé. 
On peut noter que la conclusion de l’histoire n’est pas donnée dans le manga, mais dans le dernier chapitre (« shot 26 ») du roman-photo.

### Romans
L’histoire a été adaptée en deux romans par Tomohiro Chiba et Kadokawa Shoten, sortis respectivement le 1er juillet 2005 et le 1er juillet 2006.

### Autres
On peut noter qu’à l’occasion de la sortie de la maquette « Gundam Astray Gold Frame Amatsu » échelle 1/100, un court manga a été réalisé dans le cadre de la saga, mettant en scène Rondo Mina Sahaku devant libérer une ville occupée par l’ennemi. Il donne aussi quelques renseignements supplémentaires sur l’Okitsu-no-Kagami. Cette maquette est également à ce jour la seule issue de Destiny Astray.

## Sources et références
1. ↑  Les mobile suits sont dans la franchise Gundam des robots humanoïdes pilotés de l’intérieur, construits en masse par les industries d’armement.
2. ↑  (en) Mobile Suit Gundam Seed Destiny Astray (manga), Anime News Network
3. ↑  (ja) Détails sur le roman-photo, site officiel, Sunrise
4. ↑  (ja) « 機動戦士ガンダムSEED DESTINY ASTRAY », Kadokawa Shoten (consulté le 1er octobre 2010)